# Военно-морские силы Перу
Военно-морские силы Перу (исп. Marina de Guerra del Perú) — один из видов вооружённых сил Республики Перу. В основном включают в себя военно-морской флот, военно-морскую авиацию, морскую пехоту, части и подразделения специального назначения.

## Пункты базирования
- Анкон — основная база и штаб-квартира морской пехоты.
- ВМБ Кальяо — основная база, верфи, база морской авиации, главный медицинский центр.
- ВМБ Чимботе — база и верфи.
- ВМБ Пайта
- ВМБ Писко
- ВМБ Икитос — база речной флотилии на реке Амазонка.
- ВМБ Пуно — база флотилии на озере Титикака.
- ВМБ Сан Хуан де Маркона — база морской авиации.

## Боевой состав

### Военно-морской флот
| Тип                       | Номер вымпела   | Наименование          | В составе флота | Состояние       | Примечания                   |
| Подводные лодки           | Подводные лодки | Подводные лодки       | Подводные лодки | Подводные лодки | Подводные лодки              |
| ------------------------- | --------------- | --------------------- | --------------- | --------------- | ---------------------------- |
| подводная лодка типа 209  | SS-31           | BAP «Анга́мос»         | нет данных      | в строю         |                              |
| подводная лодка типа 209  | SS-32           | BAP «Антофага́ста»     | нет данных      | в строю         |                              |
| подводная лодка типа 209  | SS-33           | BAP «Писа́уа»          | нет данных      | в строю         |                              |
| подводная лодка типа 209  | SS-34           | BAP «Чипа́на»          | нет данных      | в строю         |                              |
| подводная лодка типа 209  | SS-35           | BAP «Исляй»           | нет данных      | в строю         |                              |
| подводная лодка типа 209  | SS-36           | BAP «Ари́ка»           | нет данных      | в строю         |                              |
| Фрегаты                   |                 |                       |                 |                 |                              |
| фрегат типа «Лупо»        | FM-51           | BAP «Carvajal»        |                 |                 |                              |
| фрегат типа «Лупо»        | FM-52           | BAP «Villavisencio»   |                 |                 |                              |
| фрегат типа «Лупо»        | FM-53           | BAP «Montero»         |                 |                 |                              |
| фрегат типа «Лупо»        | FM-54           | BAP «Mariátegui»      |                 |                 |                              |
| фрегат типа «Лупо»        | FM-55           | BAP «Aguirre»         |                 |                 |                              |
| фрегат типа «Лупо»        | FM-56           | BAP «Palacios»        |                 |                 |                              |
| фрегат типа «Лупо»        | FM-57           | BAP «Bolognesi»       |                 |                 |                              |
| фрегат типа «Лупо»        | FM-58           | BAP «Quiñones»        |                 |                 |                              |
| Корветы                   |                 |                       |                 |                 |                              |
| корвет типа PR-72P        | CM-21           | BAP «Velarde»         |                 |                 |                              |
| корвет типа PR-72P        | CM-22           | BAP «Santillana»      |                 |                 |                              |
| корвет типа PR-72P        | CM-23           | BAP «De Los Heros»    |                 |                 |                              |
| корвет типа PR-72P        | CM-24           | BAP «Herrera»         |                 |                 |                              |
| корвет типа PR-72P        | CM-25           | BAP «Larrea»          |                 |                 |                              |
| корвет типа PR-72P        | CM-26           | BAP «Sánchez Carrión» |                 |                 |                              |
| Десантные корабли         |                 |                       |                 |                 |                              |
| десантный корабль-док     | АМР 156         | BAP "Pisco"           |                 | в строю         |                              |
| большой десантный корабль | DT-141          | BAP «Paita»           |                 |                 | бывший                       |
| большой десантный корабль | DT-142          | BAP «Pisco»           |                 |                 | бывший                       |
| большой десантный корабль | DT-143          | BAP «Callao»          |                 |                 | бывший USS «Washoe County»   |
| большой десантный корабль | DT-144          | BAP «Eten»            |                 |                 | бывший USS «Traverse County» |
| Вспомогательные корабли   |                 |                       |                 |                 |                              |
| нет данных                | ATR-323         | BAP «San Lorenzo»     |                 |                 |                              |
| нет данных                | нет данных      | BAP «Unión»           |                 |                 |                              |

### Военно-морская авиация
Военно-морская авиация Перу (испанский: Fuerza de Aviación Naval) является воздушным подразделением ВМС Перу. Первоначально он был сформирован в 1919 году как Корпус военно-морских авиаторов (Cuerpo de Aviadores Navales), но в 1932 году был объединен с армейской авиацией Перу. Служба была воссоздана под своим нынешним названием 3 июля 1963 года. В настоящее время она состоит из трех оперативных эскадрилий и Военно-морской авиационной школы (Escuela de Aviación Naval). Эскадрильи распределены по трем базам: Лима-Кальяо, которая является частью международного аэропорта имени Хорхе Чавеса в Лиме, Сан-Хуан-де-Маркона и Пукальпа. Около 800 человек составляют военно-морскую авиацию Перу.

### Морская пехота
Командование сил морской пехоты Перу имеет в подчинении амфибийную бригаду., включающую следующие подразделения:
- 1-й батальон морской пехоты (исп. Batallón de Infantería de Marina nro. 1 «Guarnición de Marina»)
- 2-й батальон морской пехоты (исп. Batallón de Infantería de Marina nro. 2 «Guardia Chalaca»)
- Диверсионно-десантный батальон (исп. Batallón de Comandos)
- Группа боевой поддержки (исп. Agrupamiento de Apoyo De Combate)
- Батальон тактических транспортёров (исп. Batallón de Vehículos Tácticos)

### Спецназ ВМС
Спецназ ВМС Перу носит имя Fuerza de Operaciones Especiales FOES (под командованием Comandancia de Operaciones Especiales — COMOES) входит в состав Marina de Guerra del Peru. Эта структура возникла в 1969 году, когда 1-й лейтенант Луиc Джампьетри Рохас (Luis Giampietri Rojas) создал школу боевых пловцов Escuela de Demolici en Submarina. В группу при школе вошли несколько энтузиастов, часть из которых в 1973 году прошли через тренировочные курсы морского спецназа Аргентины. Впоследствии школа была переименована в группу подводных диверсий (Grupo de Demolicion Submarina), группу спецопераций (Grupo de Operaciones Especiales), и, в конце концов, 1 декабря 1980 года была создана Fuerza de Operaciones Especiales, в составе которой есть боевые пловцы, парашютисты, диверсанты и офицеры разведки.
Штаб-квартира спецназа находится в Кальяо (Callao). Там постоянно дислоцируется группа спасения (Grupode Salvamento). Кроме того, спецназ разбит на три группы по региональному принципу. GOE-центр (GOE — сокращение от группы спецопераций — Grupos de Operaciones Especiales) — тоже находится в Кальяо, GOE-север — в Калета Круз, и GOE-северо-восток — в перуанской сельве, её дислокация — в Пукайпо (Pucallpо).
Самая знаменитая операция перуанского спецназа — штурм японского посольства, захваченного террористами из организации «Революционное движение Тупак Амару» (Movimiento Revolucionario Tupac Amaru—MRTA) 22 апреля 1997 года.

## Техника и вооружение

### Военно-морская авиация
Данные о технике и вооружении Авиации ВМС Перу взяты со страницы журнала Aviation Week & Space Technology и официальной страницы ВМС Перу.
| Тип                                           | Производство | Назначение                            | Количество | Примечания                                                                     |          |
| Самолёты                                      | Самолёты     | Самолёты                              | Самолёты   | Самолёты                                                                       | Самолёты |
| --------------------------------------------- | ------------ | ------------------------------------- | ---------- | ------------------------------------------------------------------------------ | -------- |
| Ан-32                                         | СССР         | транспортный самолёт                  | 2          |                                                                                |          |
| Beechcraft T-34 Mentor                        | США          | учебно-тренировочный                  | 5          |                                                                                |          |
| Cessna 206                                    | США          | общего назначения                     | 1          |                                                                                |          |
| De Havilland Canada DHC-6                     | Канада       | общего назначения                     | 1          |                                                                                |          |
| Fokker F27-200 Fokker F27-500F Fokker F27-600 | Нидерланды   | патрульный самолёт патрульный самолёт | 1 1        |                                                                                |          |
| Raytheon 200CT                                | США          | патрульный самолёт                    | 5          |                                                                                |          |
| Вертолёты                                     |              |                                       |            |                                                                                |          |
| Aerospatiale SA.319B                          | Франция      | многоцелевой вертолёт                 | 2          |                                                                                |          |
| Agusta AB.212ASW                              | Италия       | противолодочный вертолёт              | 5          | американский вертолёт Bell 212 по лицензии производился в Италии               |          |
| Agusta AS.61D                                 | Италия       | противолодочный вертолёт              | 3          | американский вертолёт Sikorsky SH-3 Sea King по лицензии производился в Италии |          |
| Bell Helicopter Textron 206B                  | США          | противолодочный вертолёт              | 3          |                                                                                |          |
| Ми-8T                                         | СССР         | транспортный вертолёт                 | 4          |                                                                                |          |

## Префикс кораблей и судов
Корабли и суда ВМФ Перу имеют префикс BAP (исп. Buque Armada Peruana — Корабль Военно-морского флота Перу).

## Флаги кораблей и судов
| Флаг | Гюйс | Вымпел боевых кораблей |
| ---- | ---- | ---------------------- |
|      |      | нет данных             |

## Знаки различия

### Адмиралы и офицеры
| Категории               | Адмиралы  | Адмиралы      | Адмиралы       | Старшие офицеры    | Старшие офицеры    | Старшие офицеры    | Младшие офицеры   | Младшие офицеры  | Младшие офицеры    |
| ----------------------- | --------- | ------------- | -------------- | ------------------ | ------------------ | ------------------ | ----------------- | ---------------- | ------------------ |
|                         |           |               |                |                    |                    |                    |                   |                  |                    |
| Перуанское звание       | Almirante | Vicealmirante | Contralmirante | Capitán de Navío   | Capitán de Fragata | Capitán de Corbeta | Teniente Primero  | Teniente Segundo | Alférez de Fragata |
| Российское соответствие | Адмирал   | Вице-адмирал  | Контр-адмирал  | Капитан 1-го ранга | Капитан 2-го ранга | Капитан 3-го ранга | Капитан-лейтенант | Лейтенант        | Младший лейтенант  |

### Сержанты и Старшины
| Категории               | Старшины                   | Старшины                   | Старшины        | Старшины        | Старшины        | Сержанты                     | Сержанты               | Сержанты               |
| ----------------------- | -------------------------- | -------------------------- | --------------- | --------------- | --------------- | ---------------------------- | ---------------------- | ---------------------- |
|                         | 30px                       | 30px                       | 30px            | 30px            | 30px            | 30px                         | 30px                   | 30px                   |
| Перуанское звание       | Técnico Supervisor Primero | Técnico Supervisor Segundo | Técnico Primero | Técnico Segundo | Técnico Tercero | Oficial de Mar Primero       | Oficial de Mar Segundo | Oficial de Mar Tercero |
| Российское соответствие | Старший мичман             | нет                        | Мичман          | нет             | нет             | Главный корабельный старшина | Главный старшина       | Старшина 1-й статьи    |

### Матросы
| Категории               | Матросы             | Матросы        | Матросы  | Матросы |
| ----------------------- | ------------------- | -------------- | -------- | ------- |
|                         | 30px                | 30px           | 30px     | 30px    |
| Перуанское звание       | Cabo Primero        | Cabo Segundo   | Marinero | Grumete |
| Российское соответствие | Старшина 2-й статьи | Старший матрос | Матрос   | нет     |